# Hotel Cișmigiu

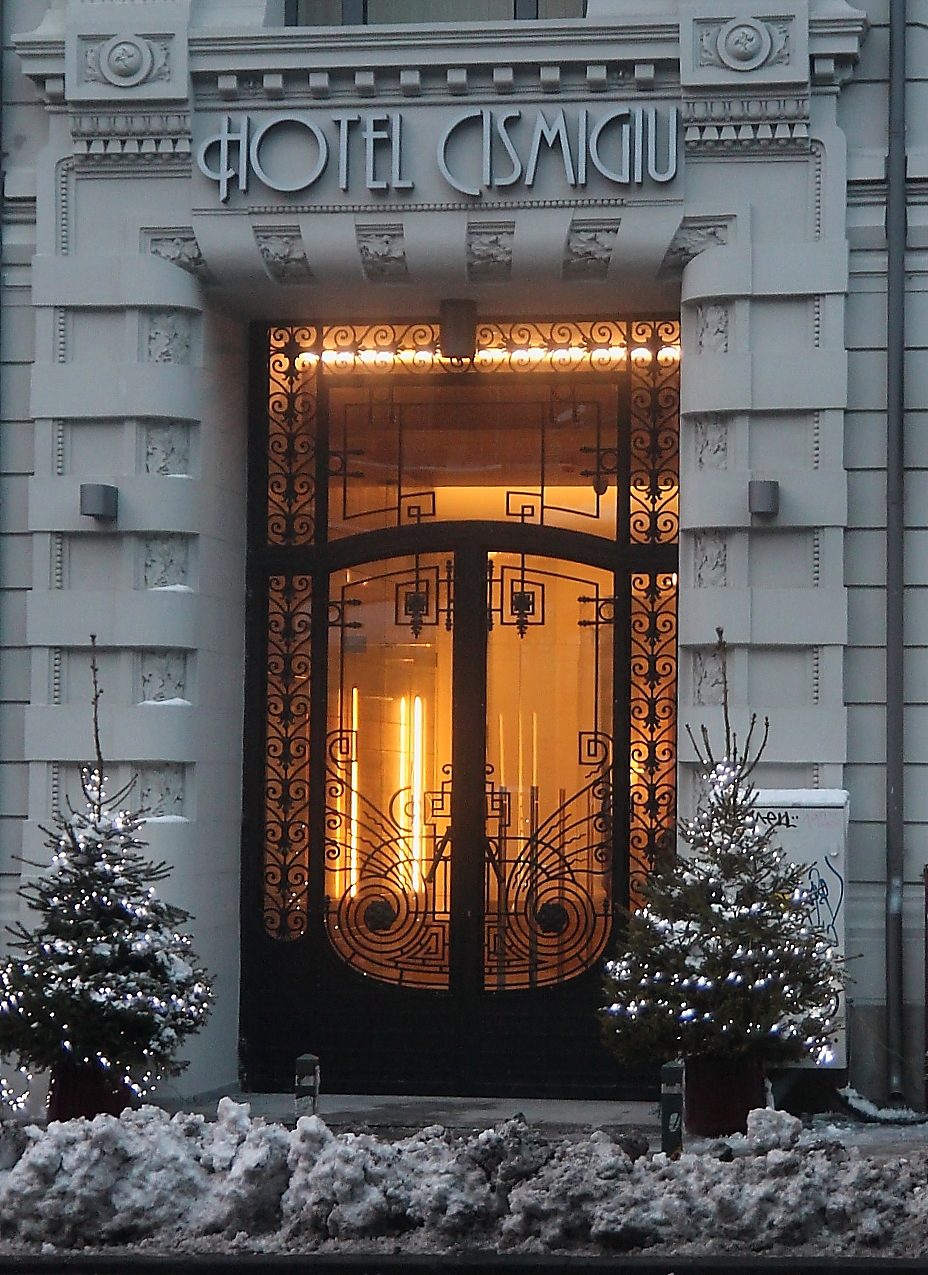
Hotel Cișmigiu în 2012

Hotel Cișmigiu, numit inițial Palace Hotel, este o clădire construită în 1912, situată în București, sector 5,  pe bulevardul Regina Elisabeta la nr. 38 (la intersecția cu strada Ion Brezoianu). Clădirea este declarată monument istoric, având codul  B-II-m-B-19203.
Arhitectul clădirii a fost Arghir Culina, iar structura de rezistență a fost concepută de inginerul Nicolae Nacu Pissiota. Hotelul avea 200 de camere, fiind considerat hotel de categoria a doua, având și camere cu patru paturi. Familia Pissiota a deținut hotelul până în 1948, când a fost naționalizat de regimul comunist.
Cu această ocazie, i-a fost schimbat numele în Hotel Cișmigiu, nume provenit de la Parcul Cișmigiu, situat în apropiere.
La intrarea în hotel era situată berăria Gambrinus, însă este vorba de altă berărie decât cea deschisă de Ion Luca Caragiale în 1901, aceea fiind situată pe strada Ion Câmpineanu, vizavi de Teatrul Național.
În perioada comunistă, hotelul a fost neglijat de către autorități, degradându-se treptat. După anul 1990, clădirea a fost transformată în cămin pentru studenții Academiei de Teatru și Film. În această perioadă o tânără studentă basarabeancă, Neli Bejan, și-a pierdut viața căzând de la etajul al doilea în casa liftului. Tragedia l-a inspirat pe actorul Cristi Iacob să scrie câteva versuri despre clădirea cu aspect sinistru în care locuiau studenții, versuri care au fost cântate mai apoi de către formația Vama Veche, pe linia melodică a piesei Hotel California a formației Eagles. În anul 1995, clădirea a fost închisă, interiorul fiind într-o stare avansată de deteriorare. 
În anul 2005, firma spaniolă Hercesa a cumpărat Hotelul Cișmigiu, cu intenția de a îl restaura și de a îl transforma într-un apart-hotel de lux de patru stele, având 67 de apartamente dintre care 7 apartamente de tip duplex, situate la ultimul etaj. Până la jumătatea anului 2009, lucrările nu începuseră încă, dar au fost demarate la sfârșitul anului 2009.
După o lungă renovare, hotelul Cișmigiu a fost redeschis în anul 2012 și este clasificat la 4 stele.